# Funicolare di Rocca di Papa (Valle Vergine)
La funicolare di Rocca di Papa, detta anche funicolare di Valle Vergine, era una funicolare che collegava il centro abitato di Rocca di Papa, posto in cima a un colle, con la sottostante Valle Vergine, dalla quale aveva origine una tranvia interurbana diretta a Roma.

## Storia
La funicolare di Valle Vergine venne attivata il 28 luglio 1932 in sostituzione del precedente impianto di Valle Oscura, posto circa un chilometro più a nord. Contemporaneamente, la linea tranviaria venne prolungata dalla vecchia funicolare alla nuova.
La funicolare cessò l'esercizio il 15 gennaio 1963, poco dopo la linea tranviaria.
Dal 2013 sono in corso lavori per il totale recupero della funicolare che, secondo le ultime previsioni, dovrebbe tornare ad essere operativa dal 2026.

## Caratteristiche
La funicolare aveva una lunghezza di 313 m (299 m in orizzontale) con un raddoppio intermedio. La pendenza massima era del 358‰. Lo scartamento del binario era di 1200 mm.
L'impianto era azionato da un motore elettrico; la velocità massima delle vetture era di 2 m/s.